# Calle de Costa Cabral
La Calle de Costa Cabral (en portugués: Rua de Costa Cabral) es la calle más extensa de la ciudad de Oporto, en Portugal.
Se inicia en la Praza do Marquês de Pombal, en el límite de las freguesias de Bonfim con Paranhos y, se prolonga hasta la Estrada da Circunvalação, en Areosa, freguesia de Río Tinto, concejo de Gondomar. Se desarrolla en sucesivas líneas rectas, dándole un trazado uniforme.
La calle debe su nombre a António Bernardo da Costa Cabral, marqués y conde de Tomar (1803-1889), quien fue un ilustre estadista en la política portuguesa durante el reinado de D. María II y falleció en la ciudad de Oporto, más concretamente en la Foz do Douro.